# Forse che sì forse che no (film 1916)
Forse che sì forse che no è un film del 1916 diretto da Mario Gargiulo.
In Francia il film è uscito col titolo La Mort de l'aviateur.